# Großer Preis von Großbritannien 1993
Der Große Preis von Großbritannien 1993 (offiziell British Grand Prix) fand am 11. Juli auf dem Silverstone Circuit in Silverstone statt und war das neunte Rennen der Formel-1-Weltmeisterschaft 1993.

## Berichte

### Hintergrund
Nach dem Großen Preis von Frankreich führte Alain Prost in der Fahrerwertung mit zwölf Punkten vor Ayrton Senna und mit 29 Punkten vor Damon Hill. In der Konstrukteurswertung führte Williams-Renault mit 37 Punkten vor McLaren-Ford und mit 56 Punkten vor Benetton-Ford.
Vor dem Rennwochenende gab es einen Fahrerwechsel: Da es Minardi-Pilot Fabrizio Barbazza nicht gelang, nach dem Auslaufen eines Sponsorenvertrages neue Gelder für das Team aufzutreiben, wurde er durch Pierluigi Martini ersetzt. Für Barbazza bedeutete dies nach nur acht Einsätzen das Ende seiner Formel-1-Karriere.
Bei Tyrrell kam ein erstes Exemplar des neuen Typ 021 zum Einsatz.
Mit Prost (viermal) und Senna (einmal) traten zwei ehemalige Sieger zu diesem Grand Prix an.

### Training
Während eines verregneten Trainings am Freitag überstand Mark Blundell einen Unfall bei hoher Geschwindigkeit unverletzt.

### Qualifying
Am Samstag qualifizierten sich die beiden Williams-Piloten Prost und Hill bei trockenen Streckenverhältnissen für die erste Startreihe vor Michael Schumacher und Senna. Riccardo Patrese und Martin Brundle bildeten die dritte Reihe vor Johnny Herbert und Derek Warwick. Michele Alboreto scheiterte zum wiederholten Male an der Qualifikation.

### Rennen

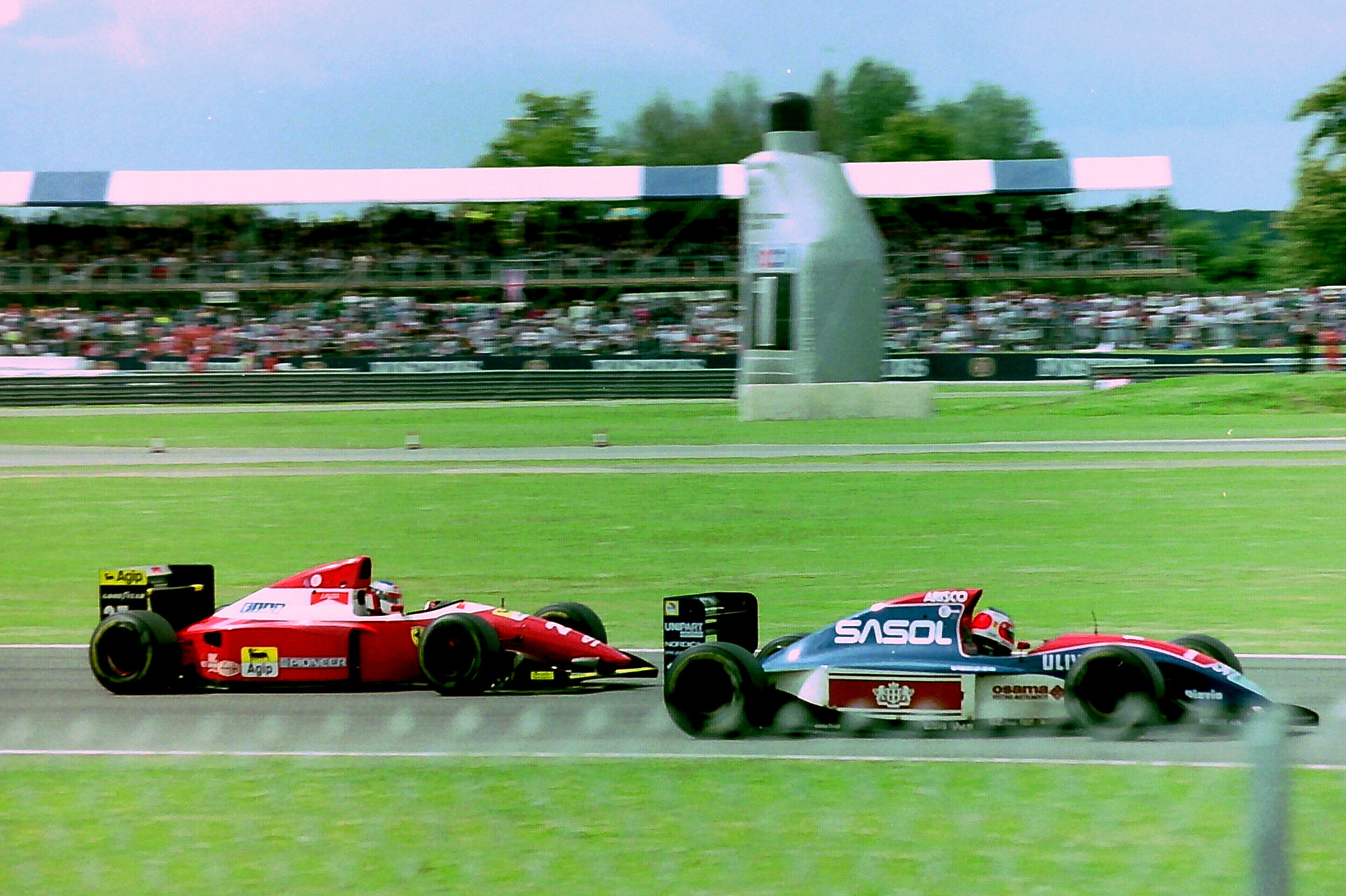
Rennszene: Jean Alesi setzt zum Überholen von Rubens Barrichello an

Hill übernahm die Führung vor dem sehr gut gestarteten Senna, der direkt an Schumacher und Prost vorbeigezogen war. Beide konterten jedoch während der folgenden Runden erfolgreich, sodass die Startreihenfolge der ersten vier nach zehn Umläufen wieder hergestellt war. Etwa zur gleichen Zeit gab Gerhard Berger das Rennen an der Box mit der Begründung auf, sein Ferrari F93A sei nicht sicher zu fahren.
Nach einem schweren Unfall von Luca Badoer in der Woodcote-Kurve wurde das Safety-Car auf die Strecke geschickt. Wenige Umläufe nach dem Restart in Runde 39 musste Hill wegen eines Motorschadens aufgeben. Prost gelangte dadurch in Führung vor Schumacher. Senna lang bis kurz vor dem Ende des Rennens auf dem dritten Rang, schied jedoch im vorletzten Umlauf wegen Kraftstoffmangels aus. Er wurde jedoch aufgrund seiner zurückgelegten Distanz als Fünfter hinter Prost, Schumacher, Patrese und Herbert gewertet. Warwick erhielt als Sechster den letzten WM-Punkt des Tages.
In der Fahrerwertung setzte sich Prost weiter von Senna ab. Schumacher überholte Hill für den dritten Platz. In der Konstrukteurswertung blieben die ersten drei Positionen unverändert.

## Meldeliste
| Team                        | Nr. | Fahrer               | Chassis        | Motor                        | Reifen |
| --------------------------- | --- | -------------------- | -------------- | ---------------------------- | ------ |
| Canon Williams Team         | 0   | Damon Hill           | Williams FW15C | Renault RS5 3.5 V10          | G      |
| Canon Williams Team         | 02  | Alain Prost          | Williams FW15C | Renault RS5 3.5 V10          | G      |
| Tyrrell Racing Organisation | 03  | Ukyō Katayama        | Tyrrell 020C   | Yamaha OX10A 3.5 V10         | G      |
| Tyrrell Racing Organisation | 04  | Andrea de Cesaris    | Tyrrell 021    | Yamaha OX10A 3.5 V10         | G      |
| Camel Benetton Ford         | 05  | Michael Schumacher   | Benetton B193B | Ford Cosworth HB 3.5 V8      | G      |
| Camel Benetton Ford         | 06  | Riccardo Patrese     | Benetton B193B | Ford Cosworth HB 3.5 V8      | G      |
| Marlboro McLaren            | 07  | Michael Andretti     | McLaren MP4/8  | Ford Cosworth HB 3.5 V8      | G      |
| Marlboro McLaren            | 08  | Ayrton Senna         | McLaren MP4/8  | Ford Cosworth HB 3.5 V8      | G      |
| Footwork Mugen Honda        | 09  | Derek Warwick        | Footwork FA14  | Mugen-Honda MF-351HB 3.5 V10 | G      |
| Footwork Mugen Honda        | 10  | Aguri Suzuki         | Footwork FA14  | Mugen-Honda MF-351HB 3.5 V10 | G      |
| Team Lotus                  | 11  | Alessandro Zanardi   | Lotus 107B     | Ford Cosworth HB 3.5 V8      | G      |
| Team Lotus                  | 12  | Johnny Herbert       | Lotus 107B     | Ford Cosworth HB 3.5 V8      | G      |
| Sasol Jordan                | 14  | Rubens Barrichello   | Jordan 193     | Hart 1035 3.5 V10            | G      |
| Sasol Jordan                | 15  | Thierry Boutsen      | Jordan 193     | Hart 1035 3.5 V10            | G      |
| Larrousse F1                | 19  | Philippe Alliot      | Larrousse LH93 | Lamborghini 3512 3.5 V12     | G      |
| Larrousse F1                | 20  | Érik Comas           | Larrousse LH93 | Lamborghini 3512 3.5 V12     | G      |
| Lola BMS Scuderia Italia    | 21  | Michele Alboreto     | Lola T93/30    | Ferrari 040 3.5 V12          | G      |
| Lola BMS Scuderia Italia    | 22  | Luca Badoer          | Lola T93/30    | Ferrari 040 3.5 V12          | G      |
| Minardi Team                | 23  | Christian Fittipaldi | Minardi M193   | Ford Cosworth HB 3.5 V8      | G      |
| Minardi Team                | 24  | Pierluigi Martini    | Minardi M193   | Ford Cosworth HB 3.5 V8      | G      |
| Ligier Gitanes Blondes      | 25  | Martin Brundle       | Ligier JS39    | Renault RS5 3.5 V10          | G      |
| Ligier Gitanes Blondes      | 26  | Mark Blundell        | Ligier JS39    | Renault RS5 3.5 V10          | G      |
| Scuderia Ferrari            | 27  | Jean Alesi           | Ferrari F93A   | Ferrari 041 3.5 V12          | G      |
| Scuderia Ferrari            | 28  | Gerhard Berger       | Ferrari F93A   | Ferrari 041 3.5 V12          | G      |
| Lighthouse Sauber           | 29  | Karl Wendlinger      | Sauber C12     | Sauber 2175 3.5 V10          | G      |
| Lighthouse Sauber           | 30  | JJ Lehto             | Sauber C12     | Sauber 2175 3.5 V10          | G      |

## Klassifikationen

### Qualifying
| Pos. | Fahrer               | Konstrukteur          | 1. Qualifikationstraining | 1. Qualifikationstraining | 2. Qualifikationstraining | 2. Qualifikationstraining | Start |
| Pos. | Fahrer               | Konstrukteur          | Zeit                      | Ø-Geschwindigkeit         | Zeit                      | Ø-Geschwindigkeit         | Start |
| ---- | -------------------- | --------------------- | ------------------------- | ------------------------- | ------------------------- | ------------------------- | ----- |
| 01   | Alain Prost          | Williams-Renault      | 1:34,483                  | 199,122 km/h              | 1:19,006                  | 238,129 km/h              | 01    |
| 02   | Damon Hill           | Williams-Renault      | 1:36,297                  | 195,371 km/h              | 1:19,134                  | 237,744 km/h              | 02    |
| 03   | Michael Schumacher   | Benetton-Ford         | 1:37,264                  | 193,428 km/h              | 1:20,401                  | 233,997 km/h              | 03    |
| 04   | Ayrton Senna         | McLaren-Ford          | 1:37,050                  | 193,855 km/h              | 1:21,986                  | 229,473 km/h              | 04    |
| 05   | Riccardo Patrese     | Benetton-Ford         | 1:38,371                  | 191,251 km/h              | 1:22,364                  | 228,420 km/h              | 05    |
| 06   | Martin Brundle       | Ligier-Renault        | 1:38,384                  | 191,226 km/h              | 1:22,421                  | 228,262 km/h              | 06    |
| 07   | Johnny Herbert       | Lotus-Ford            | 1:41,037                  | 186,205 km/h              | 1:22,487                  | 228,080 km/h              | 07    |
| 08   | Derek Warwick        | Footwork-Mugen-Honda  | 1:39,433                  | 189,209 km/h              | 1:22,834                  | 227,124 km/h              | 08    |
| 09   | Mark Blundell        | Ligier-Renault        | –                         | –                         | 1:22,885                  | 226,984 km/h              | 09    |
| 10   | Aguri Suzuki         | Footwork-Mugen-Honda  | 1:40,537                  | 187,131 km/h              | 1:23,077                  | 226,460 km/h              | 10    |
| 11   | Michael Andretti     | McLaren-Ford          | 1:38,283                  | 191,423 km/h              | 1:23,114                  | 226,359 km/h              | 11    |
| 12   | Jean Alesi           | Ferrari               | 1:37,899                  | 192,174 km/h              | 1:23,203                  | 226,117 km/h              | 12    |
| 13   | Gerhard Berger       | Ferrari               | 1:37,976                  | 192,023 km/h              | 1:23,257                  | 225,970 km/h              | 13    |
| 14   | Alessandro Zanardi   | Lotus-Ford            | 1:41,908                  | 184,614 km/h              | 1:23,533                  | 225,224 km/h              | 14    |
| 15   | Rubens Barrichello   | Jordan-Hart           | 1:40,869                  | 186,515 km/h              | 1:23,635                  | 224,949 km/h              | 15    |
| 16   | JJ Lehto             | Sauber                | 1:39,821                  | 188,473 km/h              | 1:24,071                  | 223,782 km/h              | 16    |
| 17   | Érik Comas           | Larrousse-Lamborghini | 1:41,926                  | 184,581 km/h              | 1:24,139                  | 223,601 km/h              | 17    |
| 18   | Karl Wendlinger      | Sauber                | 1:41,940                  | 184,556 km/h              | 1:24,525                  | 222,580 km/h              | 18    |
| 19   | Christian Fittipaldi | Minardi-Ford          | 1:41,726                  | 184,944 km/h              | 1:24,664                  | 222,215 km/h              | 19    |
| 20   | Pierluigi Martini    | Minardi-Ford          | 1:40,851                  | 186,548 km/h              | 1:24,718                  | 222,073 km/h              | 20    |
| 21   | Andrea de Cesaris    | Tyrrell-Yamaha        | 1:40,624                  | 186,969 km/h              | 1:25,254                  | 220,677 km/h              | 21    |
| 22   | Ukyō Katayama        | Tyrrell-Yamaha        | 1:43,173                  | 182,350 km/h              | 1:25,343                  | 220,447 km/h              | 22    |
| 23   | Thierry Boutsen      | Jordan-Hart           | 1:42,957                  | 182,733 km/h              | 1:25,363                  | 220,395 km/h              | 23    |
| 24   | Philippe Alliot      | Larrousse-Lamborghini | 1:41,985                  | 184,474 km/h              | 1:25,397                  | 220,308 km/h              | 24    |
| 25   | Luca Badoer          | Lola-Ferrari          | 1:41,838                  | 184,740 km/h              | 1:26,239                  | 218,157 km/h              | 25    |
| DNQ  | Michele Alboreto     | Lola-Ferrari          | 1:42,844                  | 182,933 km/h              | 1:26,520                  | 217,448 km/h              | –     |

### Rennen
| Pos. | Fahrer               | Konstrukteur          | Runden | Stopps | Zeit        | Start | Schnellste Runde |
| ---- | -------------------- | --------------------- | ------ | ------ | ----------- | ----- | ---------------- |
| 01   | Alain Prost          | Williams-Renault      | 59     | 1      | 1:25:38,189 | 01    | 1:22,534 (52.)   |
| 02   | Michael Schumacher   | Benetton-Ford         | 59     | 1      | + 7,660     | 03    | 1:22,873 (51.)   |
| 03   | Riccardo Patrese     | Benetton-Ford         | 59     | 1      | + 1:17,482  | 05    | 1:25,172 (48.)   |
| 04   | Johnny Herbert       | Lotus-Ford            | 59     | 1      | + 1:18,407  | 07    | 1:25,455 (32.)   |
| 05   | Ayrton Senna         | McLaren-Ford          | 58     | 1      | DNF         | 04    | 1:24,886 (46.)   |
| 06   | Derek Warwick        | Footwork-Mugen-Honda  | 58     | 1      | + 1 Runde   | 08    | 1:25,222 (57.)   |
| 07   | Mark Blundell        | Ligier-Renault        | 58     | 0      | + 1 Runde   | 09    | 1:24,655 (51.)   |
| 08   | JJ Lehto             | Sauber                | 58     | 1      | + 1 Runde   | 16    | 1:25,547 (54.)   |
| 09   | Jean Alesi           | Ferrari               | 58     | 1      | + 1 Runde   | 12    | 1:25,733 (57.)   |
| 10   | Rubens Barrichello   | Jordan-Hart           | 58     | 1      | + 1 Runde   | 15    | 1:25,848 (56.)   |
| 11   | Philippe Alliot      | Larrousse-Lamborghini | 57     | 0      | + 2 Runden  | 24    | 1:28,106 (34.)   |
| 12   | Christian Fittipaldi | Minardi-Ford          | 56     | 0      | DNF         | 19    | 1:26,428 (55.)   |
| 13   | Ukyō Katayama        | Tyrrell-Yamaha        | 55     | 1      | + 4 Runden  | 22    | 1:30,819 (23.)   |
| 14   | Martin Brundle       | Ligier-Renault        | 53     | 1      | DNF         | 06    | 1:25,208 (35.)   |
| –    | Andrea de Cesaris    | Tyrrell-Yamaha        | 43     | 4      | NC          | 21    | 1:28,320 (42.)   |
| –    | Damon Hill           | Williams-Renault      | 41     | 1      | DNF         | 02    | 1:22,515 (41.)   |
| –    | Alessandro Zanardi   | Lotus-Ford            | 41     | 1      | DNF         | 14    | 1:26,695 (32.)   |
| –    | Thierry Boutsen      | Jordan-Hart           | 41     | 1      | DNF         | 23    | 1:27,885 (30.)   |
| –    | Luca Badoer          | Lola-Ferrari          | 32     | 1      | DNF         | 25    | 1:29,474 (29.)   |
| –    | Pierluigi Martini    | Minardi-Ford          | 31     | 1      | DNF         | 20    | 1:28,494 (27.)   |
| –    | Karl Wendlinger      | Sauber                | 24     | 0      | DNF         | 18    | 1:27,836 (18.)   |
| –    | Gerhard Berger       | Ferrari               | 10     | 1      | DNF         | 13    | 1:30,293 (08.)   |
| –    | Aguri Suzuki         | Footwork-Mugen-Honda  | 8      | 0      | DNF         | 10    | 1:29,968 (08.)   |
| –    | Michael Andretti     | McLaren-Ford          | 0      | 0      | DNF         | 11    | –                |
| –    | Érik Comas           | Larrousse-Lamborghini | 0      | 0      | DNF         | 17    | –                |

## WM-Stände nach dem Rennen
Die ersten sechs des Rennens bekamen 10, 6, 4, 3, 2 bzw. 1 Punkt(e).

### Fahrerwertung
| Pos. | Fahrer               | Konstrukteur          | Punkte |
| ---- | -------------------- | --------------------- | ------ |
| 01   | Alain Prost          | Williams-Renault      | 67     |
| 02   | Ayrton Senna         | McLaren-Ford          | 47     |
| 03   | Michael Schumacher   | Benetton-Ford         | 30     |
| 04   | Damon Hill           | Williams-Renault      | 28     |
| 05   | Riccardo Patrese     | Benetton-Ford         | 9      |
| 06   | Martin Brundle       | Ligier-Renault        | 9      |
| 07   | Johnny Herbert       | Lotus-Ford            | 9      |
| 08   | Mark Blundell        | Ligier-Renault        | 6      |
| 09   | Gerhard Berger       | Ferrari               | 5      |
| 10   | JJ Lehto             | Sauber                | 5      |
| 11   | Christian Fittipaldi | Minardi-Ford          | 5      |
| 12   | Jean Alesi           | Ferrari               | 4      |
| 13   | Michael Andretti     | McLaren-Ford          | 3      |
| 14   | Philippe Alliot      | Larrousse-Lamborghini | 2      |

| Pos. | Fahrer             | Konstrukteur          | Punkte |
| ---- | ------------------ | --------------------- | ------ |
| 15   | Fabrizio Barbazza  | Minardi-Ford          | 2      |
| 16   | Alessandro Zanardi | Lotus-Ford            | 1      |
| 17   | Karl Wendlinger    | Sauber                | 1      |
| 18   | Derek Warwick      | Footwork-Mugen-Honda  | 1      |
| 19   | Rubens Barrichello | Jordan-Hart           | 0      |
| 20   | Érik Comas         | Larrousse-Lamborghini | 0      |
| 21   | Luca Badoer        | Lola-Ferrari          | 0      |
| 22   | Aguri Suzuki       | Footwork-Mugen-Honda  | 0      |
| 23   | Andrea de Cesaris  | Tyrrell-Yamaha        | 0      |
| 24   | Thierry Boutsen    | Jordan-Hart           | 0      |
| 24   | Michele Alboreto   | Lola-Ferrari          | 0      |
| 25   | Ukyō Katayama      | Tyrrell-Yamaha        | 0      |
| –    | Ivan Capelli       | Jordan-Hart           | 0      |
| –    | Pierluigi Martini  | Minardi-Ford          | 0      |

### Konstrukteurswertung
| Pos. | Konstrukteur     | Punkte |
| ---- | ---------------- | ------ |
| 01   | Williams-Renault | 95     |
| 02   | McLaren-Ford     | 50     |
| 03   | Benetton-Ford    | 39     |
| 04   | Ligier-Renault   | 15     |
| 05   | Lotus-Ford       | 10     |
| 06   | Ferrari          | 9      |
| 07   | Minardi-Ford     | 7      |

| Pos. | Konstrukteur          | Punkte |
| ---- | --------------------- | ------ |
| 08   | Sauber                | 6      |
| 09   | Larrousse-Lamborghini | 2      |
| 10   | Footwork-Mugen-Honda  | 1      |
| 11   | Jordan-Hart           | 0      |
| 12   | Lola-Ferrari          | 0      |
| 13   | Tyrrell-Yamaha        | 0      |